# Суецький канал
Суе́цький кана́л (араб. قناة السويس Qanāt as-Suwais)— судноплавний канал в Єгипті, який з'єднує Середземне й Червоне моря та дозволяє сполучення між Європою й Азією максимально коротким шляхом, замість обходу Африки або перевезення вантажів сушею. Канал було відкрито 17 листопада 1869 року. Він проходить між Порт-Саїдом на півночі й Суецом на півдні. Початкова довжина каналу становила 162,5 км, а його глибина — 8 м. Станом на 2010 р. довжина Суецького каналу становила 193,30 км, глибина — 24 м та ширина — 205 м. Це найбільший завантажений міжнародний морський судноплавний коридор у світі. Канал не має шлюзів: морська вода вільно прямує каналом у Велике Гірке озеро з Червоного моря та водночас замінює випарувану воду. На ділянці каналу між Середземним морем та Великим Гірким озером течії практично немає. Канал є власністю Арабської Республіки Єгипет та експлуатується державною компанією Suez Canal Authority. Офіційно судноплавство каналом відкрите всім державам та регулюється Конвенцією про Суецький канал, проте у кількох випадках прохід суден вибірково або повністю заборонявся.

## Історія
Зараз відомо про два стародавні канали в напрямі із заходу на схід між Червоним морем та дельтою Нілу, які спрощували судноплавство між ними. Менший канал було побудовано в часи правління фараона Сенусерта III або Рамсеса ІІ. Більший пізніший канал було побудовано за царювання фараона Нехо II; він був прокладений дещо південніше та включав частину першого каналу.

### ІІ тисячоліття до н.е.
У часи правління фараона XII династії Сенусерта III (1878–1839 до н. е.) Ніл було з'єднано з Червоним морем коридором Ваді-Тумілат у напрямі із заходу на схід. Цей канал ставав повністю судноплавним під час повеней Нілу. Це дозволило вести пряму торгівлю з Пунтом (зараз Сомалійський півострів) і, опосередковано, зв'язало Червоне і Середземне моря (у ті часи Червоне море досягало на півночі Великого Гіркого озера та озера Тимсах).
Цей канал було відкрито на початку 1860 року, під час будівництва прісноводного каналу Ісмаїлія, він проходив повз стародавні єгипетські міста Аварис, Бубаст і Пітом.
Багато свідчень вказують на те, що цей канал використовувався щонайменше упродовж декількох століть. Так, барельєф часів правління цариці Хатшепсут, датований приблизно 1470 до н. е., зображує повернення морської військової експедиції з Пунту. Ці дані вказують, зокрема, на існування на той час судноплавного зв'язку між Нілом та Червоним морем.
Інші свідчення вказують на існування каналу в 13 столітті до н. е., у часи правління Рамсеса II.

### Відновлення каналу за правління Нехо II, Дарія I та Птоломея
Згодом цей водний шлях занепав. Однак біля 600 до н. е., згідно з «Історією» Геродота, у часи правління фараона Нехо II були здійснені спроби відновити канал. Роботи йшли по старому руслу між містами Бубаст і Пітом або між Герополітською затокою і Червоним морем. Проте, до своєї смерті Нехо так і не побачив завершення цього проєкту.
Геродот писав, що під час будівництва каналу загинуло близько 120 тис. чоловік, однак сучасні дослідники вважають ці дані значно перебільшеними. За даними Плінія Старшого у часи Нехо було прокладено близько 92 км русла каналу, що приблизно відповідає відстані долиною від Бубаста до Великого Гіркого озера. За даними Геродота довжина каналу становила понад 1000 стадій (184 км), що, ймовірно, слід розглядати як повну відстань від Нілу до Червоного моря на той час.
Після смерті Нехо ІІ роботи були припинені. За даними Геродота це відбулося через отримане пророцтво оракула про те, що каналом зможуть скористатися вороги країни. Геродот зокрема писав: «Роботи зупинилися через пророцтво, що Нехо працює на варварів», як називали в Єгипті всіх іноземців.
Проєкт Нехо ІІ було остаточно завершений під час правління перського царя Дарія I, який завоював Єгипет. Проведені роботи були навіть більшими, ніж планувалося раніше, бо за часів Дарія І природний водний прохід, який існував між Герополітською (Суецькою) затокою і Червоним морем біля єгипетського міста Шалуф (на південь від Великого Гіркого озера), замулився, а тому потребував розчищення.
Напис на стовпі в Пітомі розповідає про те, що в 270 або 269 році до н. е. канал було знову відновлено Птолемеєм II Філадельфом, що вказує на деякий період невикористання каналу. В Арсиної Птолемей побудував судноплавний шлюз між Геріполітською затокою та Червоним морем, який дозволяв прохід суден, але перешкоджав солоній воді з Червоного моря змішуватися з прісною водою каналу.

### Регресія Червоного моря й замулення Нілу
Червоне море впродовж століть зазнало помітної регресії, його берегова лінія повільно просувалася далі й далі на південь від озера Тимсах та Великого Гіркого озера, поки не досягла сучасних берегів. У поєднанні з накопиченням Нілом мулу, технічне обслуговування та ремонт Птолемеєвого каналу ставали все більш витратними з кожним століттям.
Через двісті років після будівництва Птолемеєвого каналу, у часи правління Клеопатри, судноплавний канал вже не діяв через замулення Пелузького гирла.

### Під владою арабів
Упродовж наступних 1000 років Суецький канал був знову покинутий. Однак його було реконструйовано, проте невідомо коли — різні джерела вказують на те, що це могло відбутися у часи правління Траяна, Омара ібн Хаттаба або в інші часи. Біля 750 року канал було закрито аббасидським халіфом Аль-Мансуром, щоб запобігти проникненню в Аравію гяурів.
Аль-Хакім стверджував, що при ньому канал було відремонтовано, та він діяв від Старого Каїру до Суеца. Вже з 1000 року канал знову замулився щорічними повенями Нілу і працював лише під час повеней. Вважається, що остаточно канал було закрито в 1811 році за наказом Мухамеда Алі.

### Дослідження стародавнього каналу Наполеоном
Починаючи з кінця 1798, через зацікавленість Наполеона Бонапарта у знаходженні останків стародавнього водного шляху, до району каналу для проведення досліджень було направлено археологів, інших учених, картографів та інженерів. Їх висновки, записані в роботі Description de l'Égypte, містять у собі детальні карти, які описують відкриття траси стародавнього каналу на північ від Червоного моря, а потім і у західному напрямку до Нілу.
Пізніше, у другій половині 19 століття, французькі картографи звітували про виявлення залишків ще одного стародавнього каналу напрямом північ-південь на східному березі озера Тимсах, що закінчувався біля північного берега Великого Гіркого озера. Другий канал прямував вздовж давньої берегової лінії Червоного моря і далі на північ від озера Тимсах. Але на той час було невідомо, коли ці два канали було побудовано і ким.
Наполеон передбачив будівництво ще одного сучасного каналу, що мав прямувати з півночі на південь, між Середземним та Червоним морями. Але його проєкт занедбали на деякий час через те, що після попереднього обстеження помилково збільшили різницю рівнів Червоного і Середземного морів, оцінивши її у 10 м (насправді Середземне море лише на 1,2 м вище за Червоне), через що прокладення каналу потребувало би вельми кошторисних на той час шлюзів.
Хоча на той час давній канал з Бабасту до Червоного моря вже не був судноплавним, до 1861 вода ще доходила ним до Кассасіну.

### Новітнє будівництво Суецького каналу

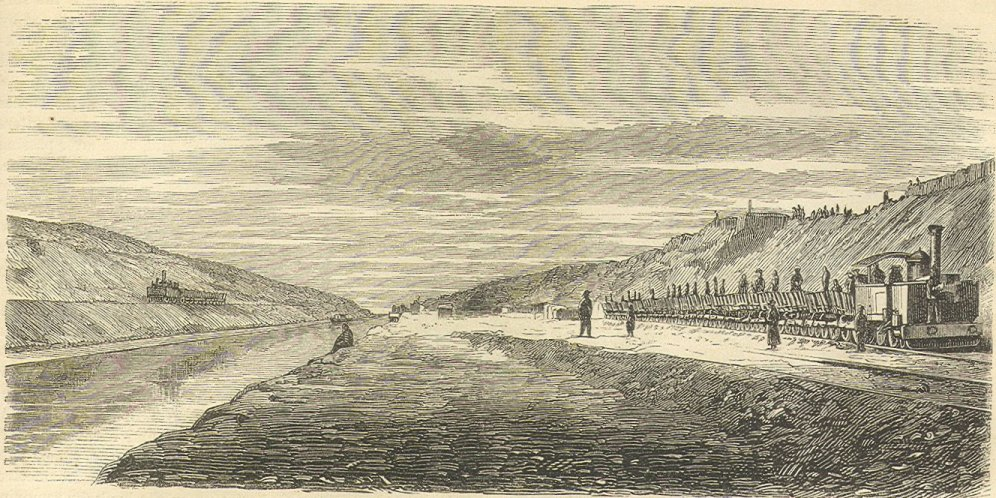
Будівництво каналу, 1869

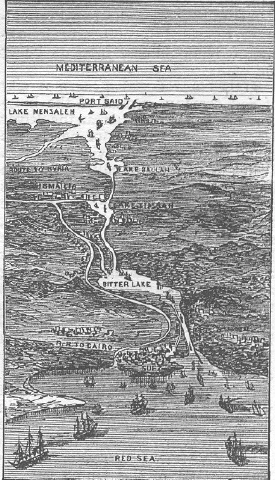
Канал, 1881

У 1854 — 1856 роках Фердинанд де Лессепс отримав концесію від хедива Єгипту Мухаммеда Саїд-Паші на створення компанії, що мала побудувати судноплавний канал, відкритий для суден усіх країн. За умовами концесії, компанія мала експлуатувати канал 99 років з моменту відкриття, після чого він мав перейти єгипетському уряду. Для проєктування було найнято австрійського інженера Луїджі Негреллі. Де Лессепс використовував свої дружні відносини з Саїдом, які він здобув, будучи французьким дипломатом у 1830-тих роках. Компанія Суецького каналу (фр. Compagnie universelle du canal maritime de Suez) була заснована 15 грудня 1858 року.
Роботи зайняли майже 11 років з використанням примусової праці єгипетських робітників. Деякі джерела вказують, що на будівництві каналу працювало понад 30 тис. чоловік.
Британія скоро визнала канал важливим торговельним маршрутом і сприйняла французький проєкт як загрозу для своїх геополітичних та фінансових інтересів. Британська імперія офіційно засудила примусову працю і направила озброєні бедуїнські загони, щоб спровокувати бунт серед робітників. У результаті віце-король припинив використання рабської праці, що тимчасово припинило будівництво.
Спочатку міжнародна громадська думка скептично ставилась до проєкту. Акції Компанії Суецького каналу не продавались за кордоном, Англія, США, Австрія та Росія відмовлялися їх купувати. Проте, всі акції компанії були швидко продані у Франції.
Канал відкрито для судноплавства 17 листопада 1869 року, незважаючи на численні технічні, політичні та фінансові проблеми, в результаті яких остаточна вартість більш ніж вдвічі перевищила первісний кошторис.
Відкриття каналу негайно і різко вплинуло на світову торгівлю. У поєднанні з американською трансконтинентальною залізницею, що була завершена за шість місяців до каналу, канал дозволив світовій торгівлі відбуватися в рекордно короткі терміни. Відкриття каналу також зіграло важливу роль у розширенні європейського впливу і колонізації Африки. Зовнішні борги примусили Ізмаїл-Пашу, наступника Саїд-Паши, продати частку каналу, що належала його країні, за 4 млрд фунтів стерлінгів Великій Британії в 1875 році, але Франція все ще залишалася головним акціонером.
Константинопольська Конвенція 1888 року оголосила канал нейтральною зоною під захистом Британії; британські війська окупували терен уздовж каналу в ході громадянської війни в Єгипті 1882 року. В 1915 році ці війська відбили напад на канал османських військ. Відповідно до Англо-Єгипетського договору 1936 року, Велика Британія зберігала контроль над каналом. У 1951 році Єгипет відмовився від договору, а в 1954 Велика Британія вирішила вивести свої війська, що було завершено в липні 1956 року.

### Історія використання каналу

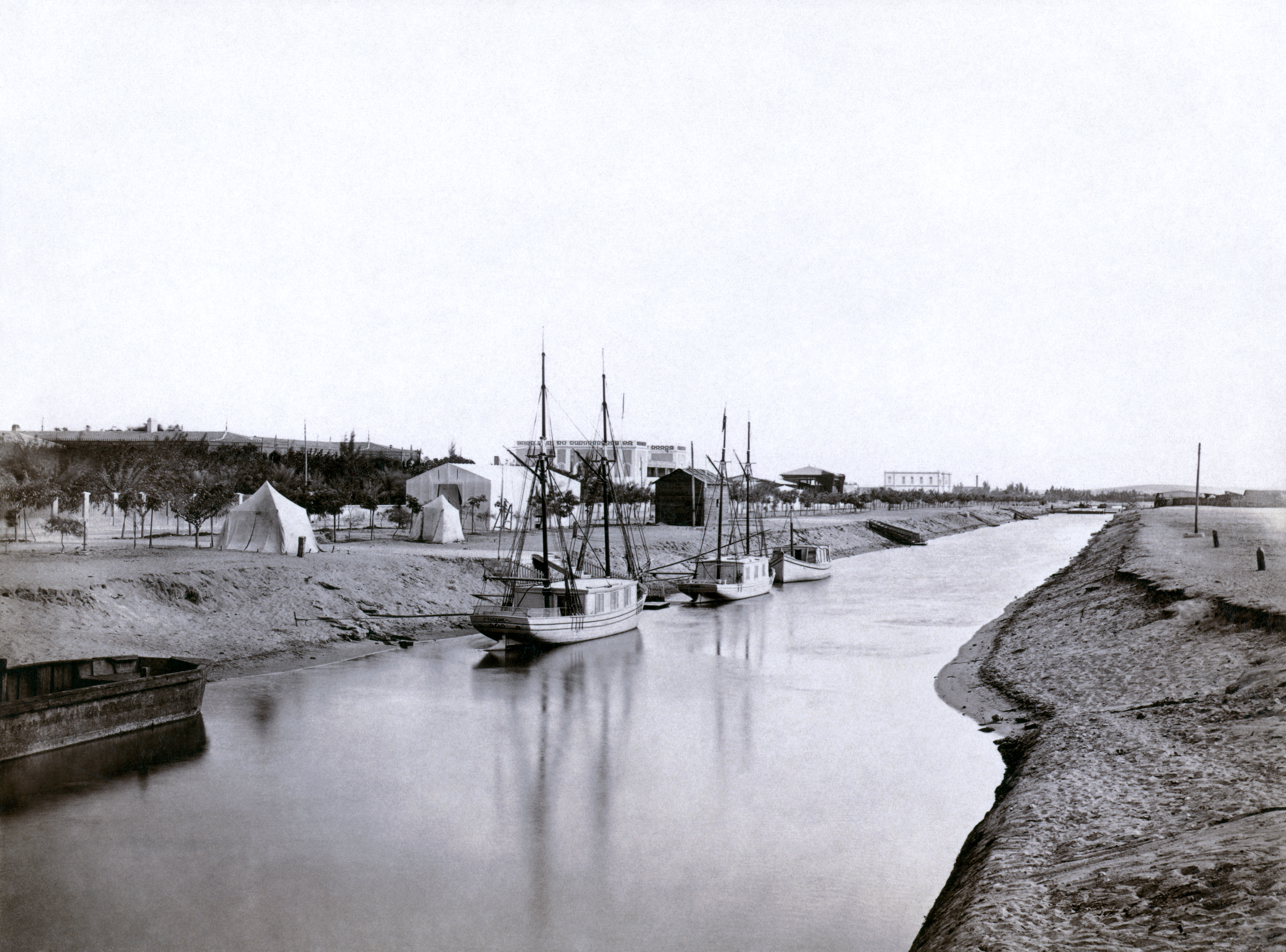
Суецький канал біля Ісмаїлії в 1860-тих роках

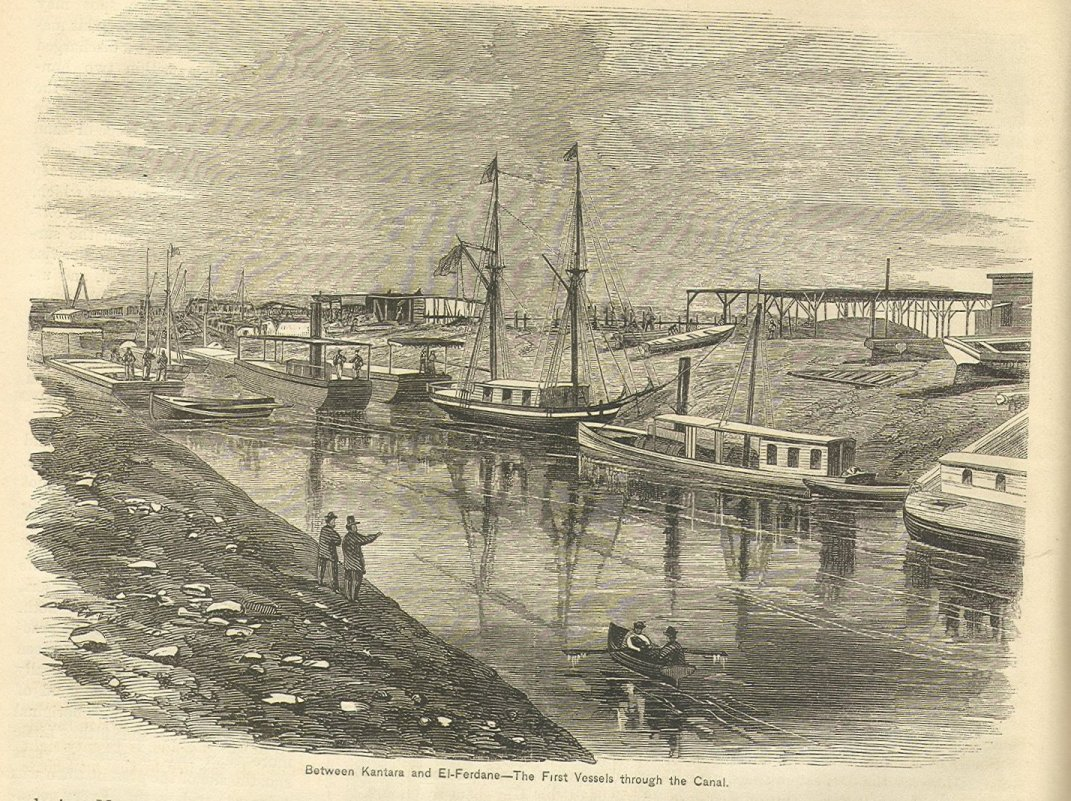
Суецький канал між Ель-Кантарою і Ель-Федане та проходження перших суден через канал

Історія міжнародного використання каналу у воєнний час містила заборону на його проходження іспанськими військовими кораблями під час Іспансько-американської війни 1898 року, дозвіл проходу російській ескадрі під час Російсько-японської війни 1905 року й італійським суднам під час італійської інтервенції до Ефіопії в 1935—1936 роках. Теоретично канал був відкритий для всіх воюючих сторін під час Першої і Другої світових воєн, проте військово-морська перевага Союзників утруднювала використання каналу німецькими кораблями. Починаючи з часу збройного протистояння між Ізраїлем і арабськими країнами 1949 року, Єгипет відмовив у використанні каналу ізраїльтянам і всім суднам тих країн, що торгували з Ізраїлем.

#### Суецька криза
Після того, як Велика Британія і Сполучені Штати відкликали свої обіцянки надати підтримку в будівництві Асуанської греблі у зв'язку з єгипетським орієнтуванням на Радянський Союз, в 1956 році (за 13 років до того, як відповідно до умов концесії канал мав цілком відійти до Єгипту) єгипетський президент Гамаль Абдель Насер націоналізував канал, маючи намір фінансувати проєкт греблі за рахунок доходів від каналу. Одночасно ним були закриті Тиранські протоки для ізраїльських суден, що припинило ізраїльську торгівлю через порт Ейлат в затоці Акаба. Це спровокувало Суецьку кризу — Велика Британія, Франція та Ізраїль завдали військового удару по Єгипту. За планом Ізраїль мав атакувати Єгипет сушею, Англія і Франція мали допомогти військово-повітряними силами, а пізніше ввести війська для встановлення контролю над каналом.
Частково план було здійснено, проте конфлікт здобув величезного міжнародного резонансу, а багато інших країн спробували втрутитися дипломатичним шляхом для припинення великих жертв. Для припинення війни канадський Державний секретар закордонних справ Лестер Боулс Пірсон запропонував створити миротворчі сили Організації Об'єднаних Націй для забезпечення доступу до каналу для всіх сторін, а Ізраїль мав вивести свої війська з Синайського півострова. 4 листопада 1956 року більшістю голосів Генеральна Асамблея ООН проголосувала за миротворчу резолюцію Пірсона, в якій миротворцям ООН надавався мандат на перебування на Синайському півострові, якщо як Єгипет, так й Ізраїль погодяться на їх введення. США також економічно та фінансово натиснули на уряд Великої Британії, яка також погодилася вивести свої війська. За цей план Пірсон пізніше був нагороджений Нобелівською премією миру.
У результаті навмисного затоплення суден за наказом Насера з метою унеможливлення використання каналу силами коаліції, канал був закритий до квітня 1957 року, коли, згідно з резолюцією Пірсона, він був очищений за допомогою сил ООН та відкритий для судноплавства. 1958 року Єгипет погодився виплатити компенсацію Англії і Франції за всі 12 років, які залишалися до закінчення дії концесії.

#### Арабо-ізраїльські війни 1967 і 1973
У травні 1967 президент Насер наказав миротворчим силам ООН звільнити Синайський півострів, в тому числі зону Суецького каналу. Незважаючи на ізраїльський протест в ООН, миротворці були виведені, а єгипетська армія зайняла позиції на ізраїльському кордоні, знов закривши канал та Тиранські протоки для ізраїльських суден.
Ці дії стали ключовими факторами в рішення Ізраїлю завдати упереджувального удару по Єгипту в червні 1967 року і захопити Синайський півострів до Суецького каналу. Після Шестиденної війни 1967 року, канал було закрито до 5 червня 1975, через те, що обидві країни контролювали різні береги каналу та могли блокувати судноплавство. В результаті, чотирнадцять вантажних суден, відомих як «Жовтий флот», залишалися в пастці каналу протягом восьми років. У 1973 під час Війни Судного дня, єгипетська армія переправилася через канал на окупований Ізраїлем Синайський півострів, хоча і була швидко оточена ізраїльськими силами, а її знищенню перешкодило лише підписання припинення вогню. Багато уламків військової техніки, знищеної протягом цього конфлікту, залишається уздовж берегів каналу і зараз.
У 1975 до району каналу було знов введено миротворчі війська ООН, а сам канал було відкрито. Під час закінчення терміну дії перебування миротворців в 1979 році, незважаючи на прохання продовжити термін як з боку Ізраїлю, так і з боку Єгипту, цього не було зроблено через вето СРСР у Раді безпеки. За мирним договором між Ізраїлем та Єгиптом, проте, було необхідно створити міжнародні сили для забезпечення миру, що було зроблено без участі ООН (так звані «Багатонаціональні сили та спостерігачі» — англ. Multinational Force and Observers). З того часу всі кораблі, включаючи ізраїльські, проходять Суецьким каналом без перешкод.

## Опис каналу

### Траса
Канал перетинає низовинну ділянку піщаної пустелі та проходить маршрутом, де прокладанню русла сприяли озера Манзала, Тімсах, Велике Гірке і Мале Гірке. Водна поверхня обох Гірких озер лежала нижче за рівень моря, але при будівництві з них довелося проводити виїмку ґрунту, тому що їх глибина виявилась недостатньою для потреб каналу. На ділянці від Порт-Саїда до Ель-Кантари завдовжки 38 км траса проходить озером Манзала, що є мілководною лагуною Середземного моря. Характер ґрунтів у зоні Суецького каналу дозволив легко і швидко провести земляні роботи, а завдяки рівному рельєфу місцевості тут не знадобилося будувати шлюзів. Питна вода в район Суецького перешийка постачається з Нілу прісноводним каналом Ісмаїлія, який починається трохи північніше за Каїр. З центральними районами країни зона Суецького каналу зв'язана мережею залізниць, що виходять з міст Порт-Саїд, Ісмаїлія і Порт-Тауфік. Ще одна залізниця прямує західним берегом паралельно каналу по всій його довжині.

### Характеристики
Допустима найбільша глибина осідання судна 18,90 м. Це стосується суден шириною до 50 м. Глибина допустимого осідання зменшується для більших суден поступово до 12,20 м для суден шириною 77,49 м. Максимальна допустима водотоннажність суден для проходження через канал — 150 тис. т. Після днопоглиблювальних робіт, що планується завершити до 2010 року, глибина допустимого осідання буде збільшення до 20,12 м. Розроблюється[коли?] також техніко-економічне обґрунтування для подальшого поглиблення каналу до 21,95, що дозволить проходити через канал супертанкерам з повним навантаженням.
Допустима найбільша ширина:
- 77,49 м, після спеціального запиту до Suez Canal Authority
- 74,75 м при швидкості вітру менш 10 м/с
- 64,0 м без будь-яких обмежень.

Довжина суден не обмежена. Допустима найбільша висота 68 м (через те, що висота Мосту єгипетсько-японської дружби становить 70 м).
Канал має довжину суходолом 162,25 км (Порт-Саїд — Ісмаїлія: 78,50 км; Ісмаїлія — Суец: 83,75 км). Відстань від рейду до входу в канал з північного боку становить 19,5 км і 8,5 км з південного, від виходу з порту Суец. Таким чином, загальна протяжність каналу — 190,25 км.

### Сполучення між берегами
Сполучення з півночі на південь:

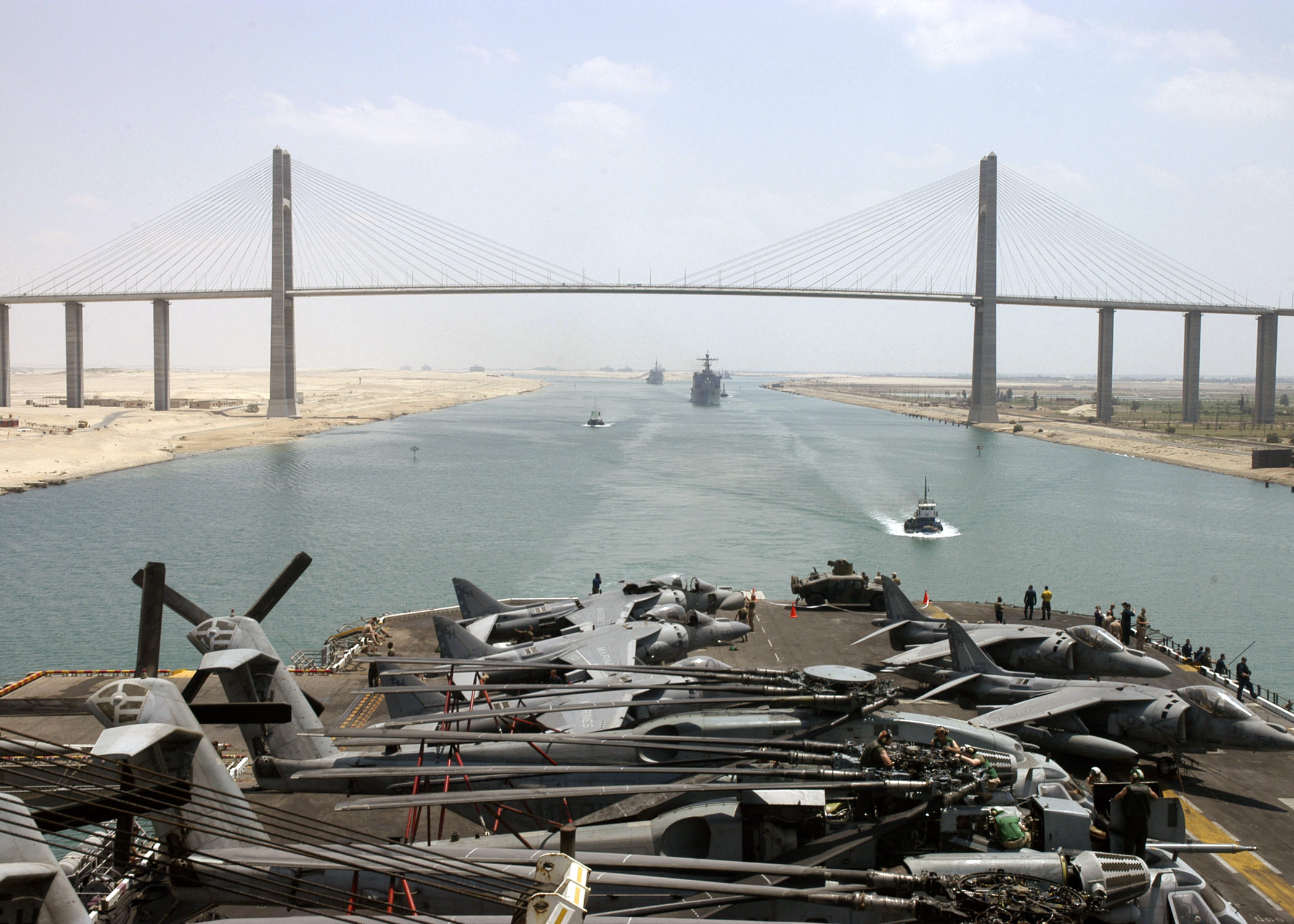
Автомобільний міст через Суецький канал

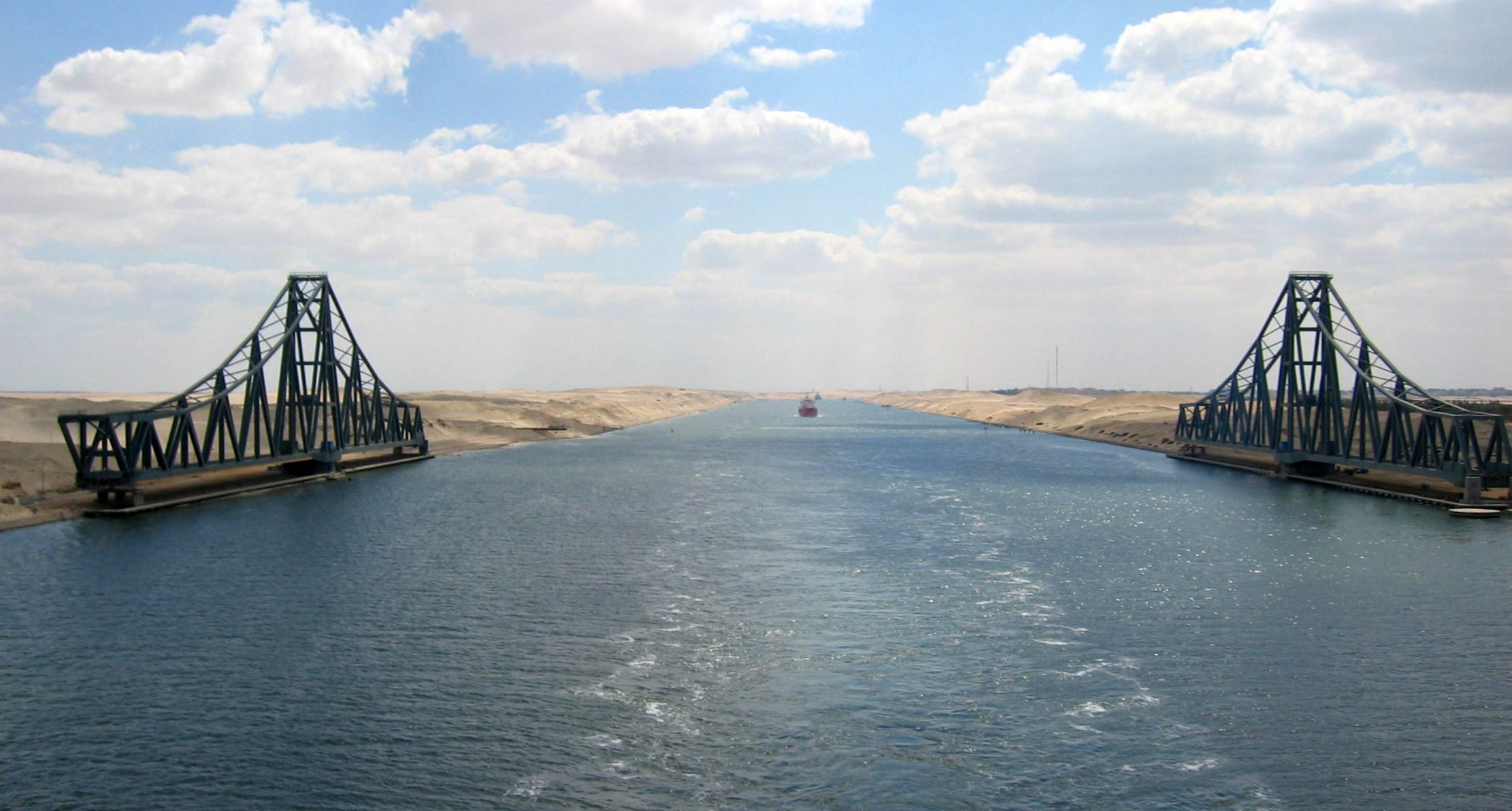
Міст Ель Фердан

- Міст через Суецький канал або Міст єгипетсько-японської дружби — високий автомобільний міст біля міста Аль-Кантара. Міст має висоту 70 м над поверхнею каналу і був побудований за допомогою з боку японського уряду, більша частина робіт виконана будівельною фірмою PentaOcean.
- Міст Ель Фердан — залізничний міст, розташований за 20 км на північ від Ісмаїлії, його будівництво було завершено в 2001 році. Зараз це найдовший оборотний міст у світі, з прольотом 340 м. Попередній міст було зруйновано в 1967 році в ході арабо-ізраїльського конфлікту.
- Трубопроводи під каналом, що подають питну воду на Синайський півострів, перетинають канал за 57 км північніше за Суец, у точці 30°27.3′ пн. ш. 32°21.0′ сх. д. / 30.4550° пн. ш. 32.3500° сх. д..
- Тунель Ахмеда Хамді — тунель на південь від Великого Гіркого озера, що був побудований в 1983 році. Через проблеми протікань в тунелі, в період 1992–1995 років поруч зі старим було побудовано новий водонепроникний тунель.
- Високовольтна лінія через Суецький канал була побудована в 1999 році.

### Функціонування

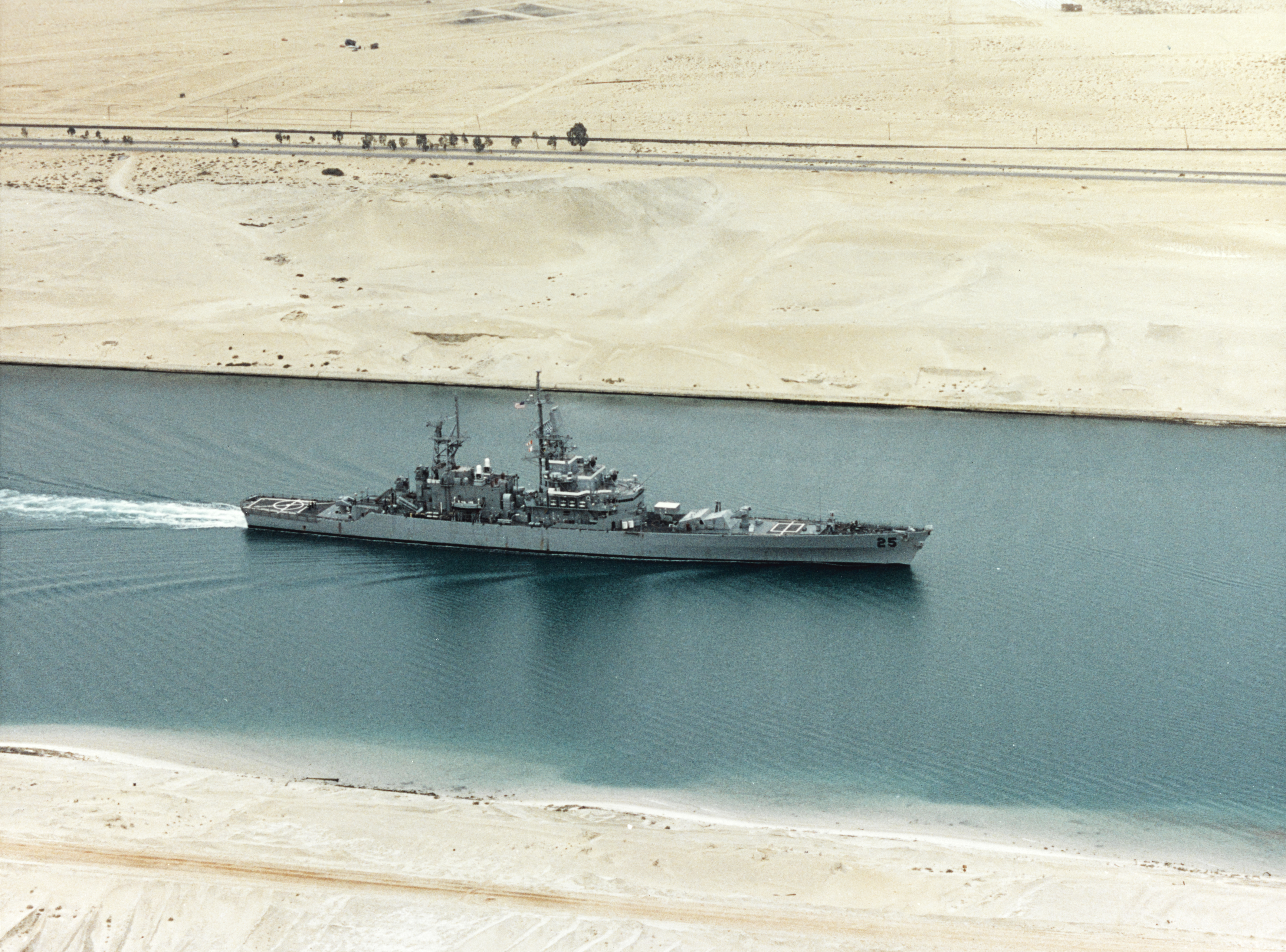
Американський військовий корабель USS Bainbridge (CGN-25) в Суецькому каналі

Канал не має шлюзів через плоский рельєф та незначні перепади між рівнем моря на його кінцях. У ньому існує один судноплавний фарватер. У звичайний день через канал проходять три каравани, два з півдня і один з півночі. Перший караван прямує південною частиною каналу в ранні ранкові години і доходить до Великого Гіркого озера, де судна зупиняються в очікуванні проходу південного каравану. Північний караван минає другий південний караван поблизу міста Аль-Кантара. Перехід займає від 11 до 16 годин зі швидкістю близько 8 вузлів (15 км/год.), настільки низька швидкість призначена для запобігання ерозії берегів каналу хвилями від суден.
Через канал сьогодні здійснюється близько 7,5 % морських вантажних перевезень у світі. Надходження від каналу з липня 2005 року по травень 2006 року склало 3,2 млрд доларів США. У 2007 році через канал пройшло 18 193 суден. Середня вартість проходження одного судна в 2007 році становила близько 150 тис. доларів, а в 2008 році була збільшена до 160 тис. доларів.
Зараз деякі супертанкери занадто великі для проходження каналом, а деякі змушені розвантажувати частину свого вантажу на танкери, що належать каналу, і перезавантажувати її на іншому кінці каналу. Розширення каналу, що планувалося завершити до кінця 2009 року, мало вирішити цю проблему, дозволивши прохід будь-яких повністю навантажених супертанкерів.

## Другий канал
У серпні 2014 почалося будівництво паралельного каналу завдовжки 72 км, з тим щоб забезпечити двосторонній рух суден. На будівництво дублера Суецького пішов всього один рік. Реалізація проєкту обійшлася Єгипту в 8,5 мільярда доларів. Проєкт Нового Суецького каналу полягав у розширенні, поглибленні поточного тракту і створення паралельного тракту. Нове русло має збільшити пропускну здатність каналу. Пробна експлуатація другої черги каналу почалася 25 липня 2015.
6 серпня 2015 відбулася урочиста церемонія відкриття нового Суецького каналу. На церемонії були присутні, зокрема, президент Єгипту Абдель Фаттах Ас-Сісі, який прибув до місця проведення заходу на борту яхти «Аль-Махруса». Ця яхта отримала популярність як перше судно, яке пройшло в 1869 році через старий Суецький канал. На середину 2010-х судно входить до складу ВМС Єгипту, будучи найстарішим робочим морським судном країни, й іноді використовується як президентська яхта. Корабель виходить в море приблизно три рази на рік, але зазвичай тільки на одну добу. Яхта була побудована у 1865 році.
Будівництво фінансувалося з внутрішніх джерел, населенням Єгипту. Єгипетський уряд випустив облігації з прибутковістю 12 % річних, і інвестори розкупили їх протягом всього восьми днів. Будівельні роботи велися цілодобово при масштабній участі інженерних частин єгипетської армії.
«Новий Суец» проходить паралельно старому судноплавному шляху, прокладеному 145 років тому і є найкоротшим водним маршрутом між Індійським океаном і Середземним морем. Новий канал, як і старий, буде державною власністю.
Мета проєкту — забезпечити двосторонній рух суден. Надалі з півдня на північ вони будуть слідувати старим, а з півночі на південь — новим руслом. Таким чином, середній час очікування кораблів під час проходу по каналу має зменшитися в чотири рази, в той час як його пропускна спроможність збільшиться з 49 до 97 суден на день.
Крім того, дублер, як очікується, підвищить дохід Єгипту до 2023 року від експлуатації водного шляху в 2,5 рази — до 13,2 мільярда доларів з нинішніх 5,3 мільярда. Суецький канал забезпечує 7 % світового морського вантажообігу, відіграє ключову роль у постачанні Європи близькосхідною нафтою, а для Єгипту є другим після туризму джерелом валютної виручки. Надалі планується створити поряд з каналом великий логістичний центр і промислову зону. Деякі експерти вважають ці прогнози занадто оптимістичними.

## Вплив на довкілля
Відкриття Суецького каналу в 1869 році створило перший солоноводний прохід між Середземним та Червоним морями. Причому рівень Червоного моря приблизно на 1,2 м вищий за рівень східної частини Середземного моря, а висота припливів у Червоному морі також вища. Таким чином, канал служить протокою, через яку під час припливів порції води перекочуються з Червоного моря до Середземного. Гіркі озера, природні дуже солоні озера, що стали частиною каналу, кілька десятиліть стримували міграцію червономорських видів на північ, проте їх солоність поступово зрівнялася з солоністю Червоного моря, і бар'єр міграції був усунутий. У результаті, різноманітні організми з Червоного моря почали колонізувати Східне Середземномор'я. Червоне море солоніше та бідніше на поживні речовини, ніж Атлантичний океан, тому червономорські види зазвичай мають перевагу над атлантичними у солонішому та біднішому на поживні речовини Середземному морі. В результаті червономорські види активно колонізують Середземне море, витісняючи місцеву біоту, тоді як в зворотному напрямку процес практично не відбувається. Це явище називається «Лессепсовою міграцією» (на ім'я Фердинанда де Лессепса) або «Еритрейською інвазією». Будівництво Асуанської греблі через Ніл в 1960-тих роках зменшило притік багатої на поживні речовини прісної нільської води до східного Середземномор'я, що ще більше наблизило умови моря до червономорських, погіршуючи інвазію чужорідних видів.
Інвазивні червономорські види, інтродуковані до Східного Середземномор'я, вже стали важливою частиною середземноморської екосистеми, ставлячи багато ендемічних видів на межу вимирання. Зараз близько 300 червономорських видів вже ідентифіковано як постійні мешканці Середземного моря, ймовірно, деяке число залишається неідентифікованим. Роботи з розширення каналу, що ведуться єгипетським урядом, викликають значне занепокоєння природоохоронних організацій, через те, що вони неодмінно викликають погіршення інвазії червономорських видів.
Паралельно з Суецьким каналом за кілька років до його будівництва був збудований Прісноводний канал Ісмаїлія від дельти Нілу, з двома гілками для постачання води до Суецу та Порт-Саїду, з метою постачання води для будівництва та розвитку поселень уздовж його майбутнього русла.

## Цікаві факти
В Україні, в місті Дрогобич (Львівська область) існує вулиця, яка має популярну народну назву Суецький канал.

## Галерея

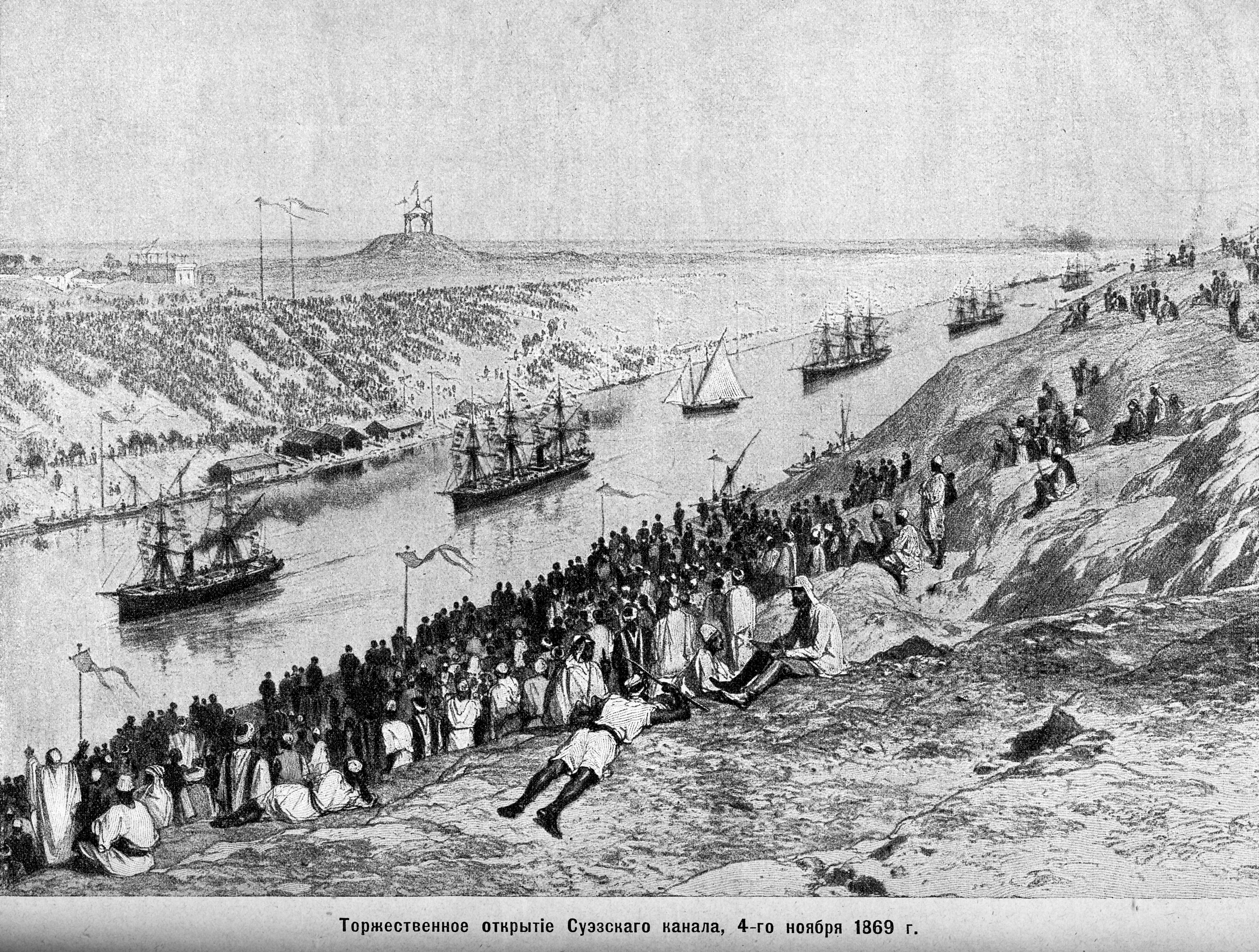
Урочисте відкриття
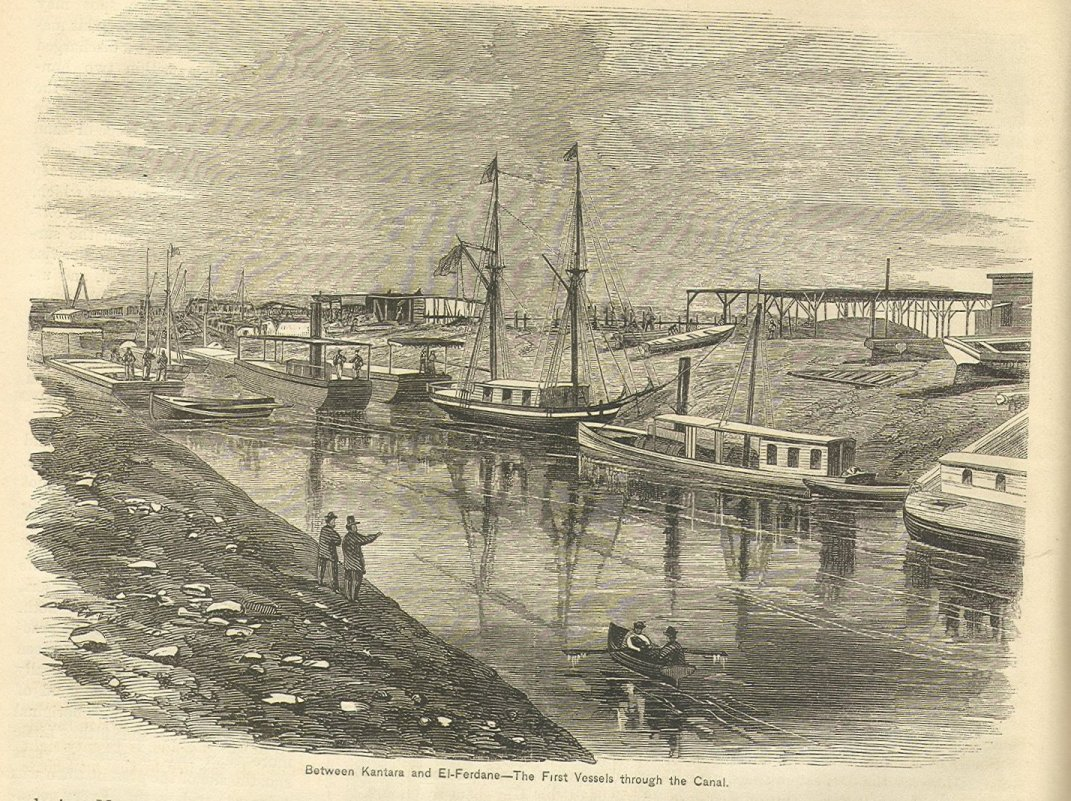
Одні з перших подорожніх у XIX ст.
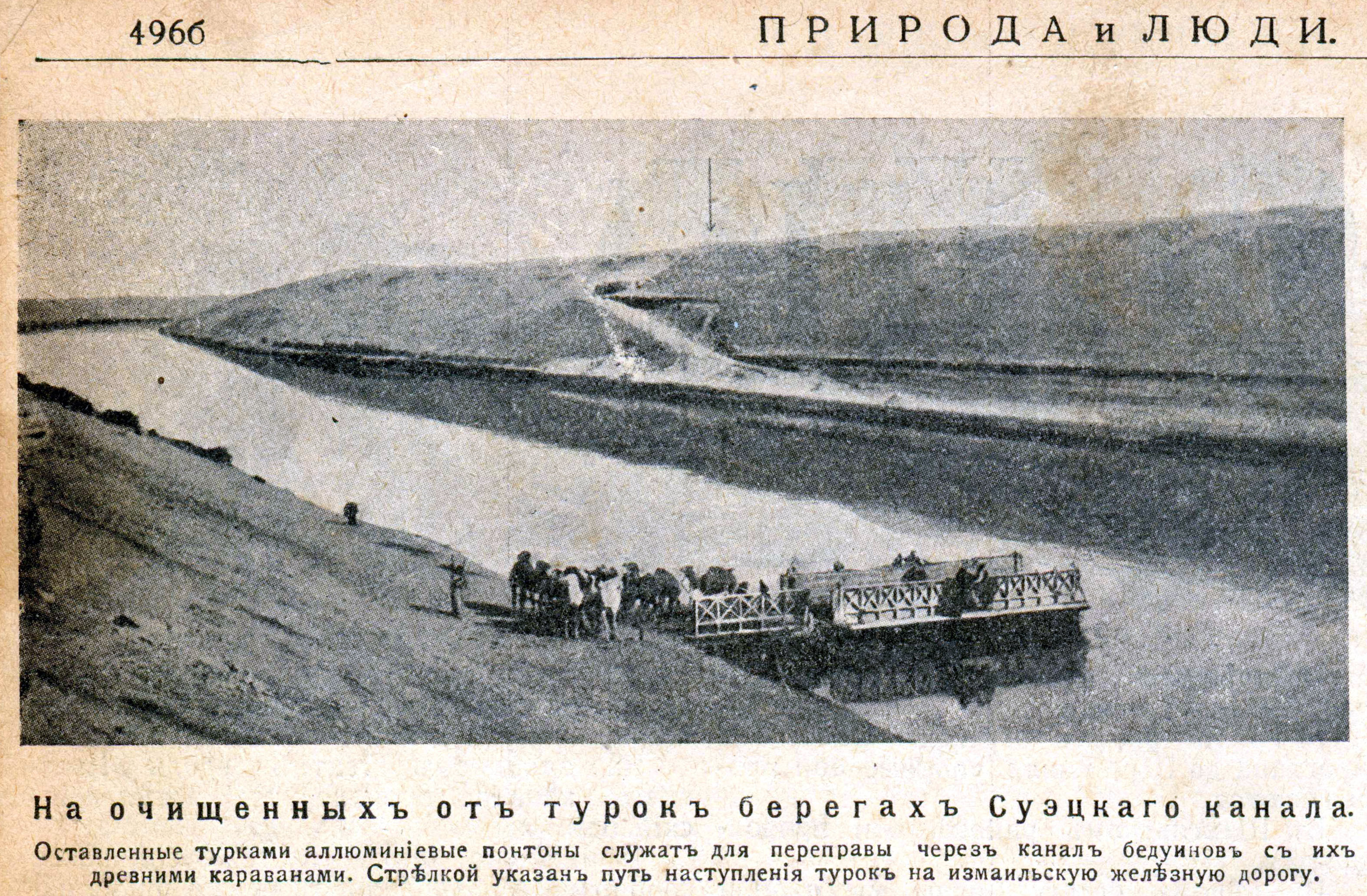
Алюмінієві понтони османської армії